# Martin-Baker M.B.2
El Martin-Baker M.B.2 fue un prototipo de caza británico de financiación privada basado en una simple estructura básica que había sido desarrollada en la anterior aeronave civil M.B.1. Aunque fue evaluado brevemente como caza por la Real Fuerza Aérea, el M.B.2 estaba limitado en su potencial de diseño y nunca entró en producción.

## Diseño y desarrollo
James Martin, respondiendo a la Especificación F.5/34 para un caza que usara un motor refrigerado por aire para climas cálidos, diseñó un caza usando la simple estructura básica empleada y desarrollada en su anterior M.B.1. Construido de tubería de acero, el M.B.2 incorporaba muchas mejoras en detalle que simplificaban la producción, así como las reparaciones y el mantenimiento. Propulsado por un motor especial Napier Dagger III HIM de 24 cilindros en H de 805 hp al freno nominales, pero capaz de operar con un acelerador de 13 libras para dar más de 1000 hp al despegue, e impulsando una hélice bipala de paso fijo, el M.B.2 era capaz de alcanzar velocidades de más de 480 km/h "sobre el papel". El tren de aterrizaje era fijo, pero estaba limpiamente recubierto por dos carenados de tipo pantalón, llevando el de babor el radiador del aceite. Se estaba "preparando" un tren de aterrizaje retráctil para mejorar las prestaciones cuando el proyecto fue abandonado.
Las líneas del fuselaje eran de corte cuadrado y excepcionalmente limpias, con una anchura casi constante del morro a la cola. Una característica poco usual era, en su época, que el fuselaje era ligeramente más largo que la envergadura, característica mantenida en los posteriores diseños de Martin-Baker, lo que contribuía a una buena estabilidad y control de guiñada.
Uno de los sellos distintivos de los diseños de Martin-Baker era la simple, pero eficiente, instalación de los sistemas principales. La limpia y ordenada cabina estaba instalada bastante atrás, permitiendo una buena visibilidad hacia abajo por detrás del ala. Se instaló un mástil antiaccidentes, que se extendía automáticamente para minimizar daños en la estructura y heridas al piloto en caso de aterrizaje con capotaje. Se instaló un pequeño plano de cola trapezoidal en la parte superior del fuselaje, bastante adelantado respecto de la popa, mientras que el empenaje y el timón tenían una forma casi triangular en elevación lateral. Esta disposición colocaba la mayor parte del área efectiva del timón por debajo del plano de cola, proporcionando un adecuado equilibrio a la superficie de quilla y asegurando una buena recuperación de las barrenas. En las configuraciones iniciales del M.B.2 no existía empenaje y el timón estaba montado en el fuselaje, pero la estabilidad lateral era insatisfactoria, por lo que más tarde se añadió el empenaje fijo.

## Historia operacional
El M.B.2 fue volado por primera vez por el Capitán Valentine Baker en Harwell el 3 de agosto de 1938, con las marcas M-B-I (no llevaba la matrícula G-AEZD). The Aeroplane expresó: "A pesar de su tren de aterrizaje fijo, el M.B.2 tiene unas prestaciones tan buenas como las de los cazas contemporáneos y una capacidad de producción rápida y barata, por la simplicidad de su estructura y facilidad de ensamblaje". Las reparaciones y mantenimiento también eran simples, y estos factores podrían haber influido en las autoridades para poner el M.B.2 en producción cuando la fuerza de cazas del país era desproporcinadamente baja.
El M.B.2 fue posteriormente adquirido por el Ministerio del Aire en junio de 1939 como P9594 y volvió al Establecimiento Experimental de Aeronaves y Armamento (A&AEE) para una segunda evaluación tras modificaciones realizadas en las superficies de control de cola. El M.B.2 también estuvo un tiempo en la Unidad de Desarrollo de Combate Aéreo (AFDU), en RAF Northolt, antes de regresar a Martin-Baker a finales del mismo año, donde todavía sobrevivía en diciembre de 1941, aunque probablemente volase poco o nada después del estallido de la guerra.
Por esa época, Martin estaba considerando otras ideas, para completar tanto aeronaves como ciertos componentes. Los diseños de aeronaves incluían un caza bimotor con 12 armas y un transporte multiplaza bimotor, ambos presentando la disposición sin empenaje del primer fuselaje del M.B.2. En el diseño del caza, el borde de fuga de las góndolas motoras proporcionaba superficies adicionales de control vertical, y también incorporaba el sistema colector patentado por Martin para reducir la resistencia causada por los tubos de escape. El más prometedor de los conceptos se convirtió en el M.B.3, que finalmente generaría el superlativo prototipo M.B.5.

## Operadores
Reino Unido
- Real Fuerza Aérea británica

## Especificaciones
Referencia datos: The British Fighter since 1912

### Características generales
- Tripulación: Uno (piloto)
- Longitud: 10,6 m (34,7 ft)
- Envergadura: 10,4 m (34 ft)
- Altura: 2,97 m[5]
- Superficie alar: 19,7 m² (212,1 ft²)
- Peso cargado: 2512 kg (5536,4 lb)
- Planta motriz: 1× motor lineal de 24 cilindros en H refrigerado por aire Napier Dagger III.
  - Potencia: 750 kW (1034 HP; 1020 CV)
- Hélices: Bipala de madera de paso fijo
- Diámetro de la hélice: 3,20 m

### Rendimiento
- Velocidad máxima operativa (Vno): 491 km/h (305 MPH; 265 kt)
- Techo de vuelo: 8800 m (28 871 ft)
- Régimen de ascenso: 11 m/s (2165 ft/min)
- Carga alar: 127 kg/m² (26 lb/ft²)
- Potencia/peso: 0,30 kW/kg (0,18 hp/lb)

### Armamento
- Ametralladoras: 

  - 8x Browning M1919 de 7,9 mm

## Aeronaves relacionadas

### Desarrollos relacionados
- Martin-Baker M.B.1
- Martin-Baker M.B.3

### Aeronaves similares
- Messerschmitt Bf 109
- Curtiss P-36
- Bristol Type 146
- Gloster G.38
- Vickers Venom
- Hawker Hurricane
- Miles M.20
- Supermarine Spitfire

### Secuencias de designación
- Secuencia M.B._ (interna de Martin-Baker): M.B.1 - M.B.2 - M.B.3 - M.B.4 - M.B.5 →